# Photo CD

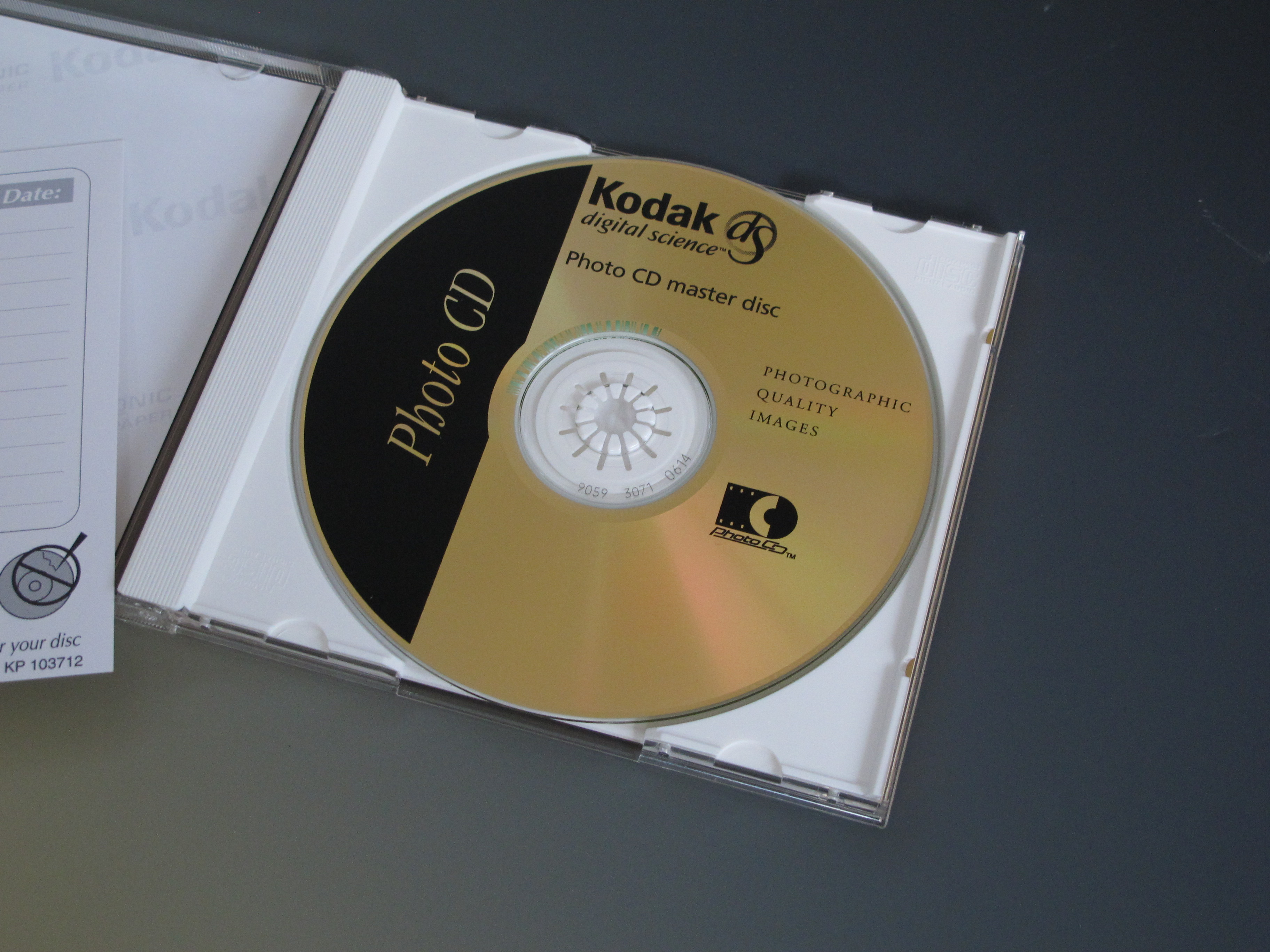
Verpakking van een Photo CD

De Photo CD is een standaard voor de opslag van gedigitaliseerde foto's op een compact disc. Het werd ontwikkeld door het Amerikaanse Kodak en verscheen in 1991. Vanwege de sterk dalende verkoop van de Photo CD heeft Kodak de ondersteuning voor het product in 2004 stopgezet.

## Beschrijving
De Photo CD werd ontwikkeld om ongeveer 100 foto's van hoge kwaliteit op te slaan op een compact disc, gericht op de consumentenmarkt tot professionele fotograaf die een manier zocht om zijn foto's te digitaliseren. De schijfjes waren bedoeld om daarna afgespeeld te worden op een cd-i-speler, speciale Photo CD-speler, of een personal computer met geschikte afspeelsoftware.
De standaard wist geen groot marktaandeel te krijgen door het gepatenteerde formaat, steeds goedkopere dia- en fotoscanners, en het ontbreken van cd-romspelers in de meeste pc's uit die tijd. Ook zorgde het afspelen van stilstaande beelden op een beeldbuistelevisie voor flikkerende beelden.
Door het beëindigen van de standaard kwamen consumenten met onleesbare PCD-bestanden te zitten. Als reactie hierop verscheen er software om het bestandsformaat om te zetten naar bijvoorbeeld JPEG-bestanden.
Kodak kwam na de Photo CD nog met de Picture CD, een cd waarop een enkel fotorolletje kon worden opgeslagen. Ook dit product flopte doordat het geen marktaandeel kreeg.

## Bestandsformaat
| Aanduiding | Beeldresolutie | Ongecomprimeerd | Typisch gebruik        |
| ---------- | -------------- | --------------- | ---------------------- |
| Base/16    | 128×192        | 70 kB           | miniatuur              |
| Base/4     | 256×384        | 280 kB          | webpagina              |
| Base       | 512×768        | 1,13 MB         | computer, webpagina    |
| 4 Base     | 1024×1536      | 4,5 MB          | hd-televisie           |
| 16 Base    | 2048×3072      | 18 MB           | afdrukken tot 20×30 cm |
| 64 Base    | 4096×6144      | 72 MB           | professionele print    |